# Queen: The eYe
Queen: The eYe – komputerowa gra przygodowa wydana w 1998 roku przez Electronic Arts, której soundtrack to zremiksowane utwory zespołu Queen. Dostępna w systemach MS-DOS i Microsoft Windows.

## Opis gry
Soundtrack do gry został zremiksowany przez Joshua J. Macrae w studiu nagraniowym Rogera Taylora w Surrey. Queen: The eYe pojawiło się na pięciu płytach CD, z których każda zawiera kilka utworów Queen w formacie Red Book Audio, który był używany przez odtwarzacze audio CD. Niektóre utwory można usłyszeć tylko podczas gry. Gra nie była popularna, co przeniosło się na słabą sprzedaż. Do wyniku sprzedaży przyczyniła się także słaba grafika, od której starano się już odchodzić w tamtym czasie. W grze można zobaczyć m.in. okładki albumów Queen. Wiele elementów tej historii zostało zaadaptowanych do musicalu Queen We Will Rock You.

## Fabuła
Gra osadzona jest w przyszłości, w której światem rządzi wszechwidząca maszyna o nazwie „The eYe”, która wyeliminowała wszystko, co promuje twórczą ekspresję. Gracz wciela się w Dubroca, który jest tajnym agentem The eYe. Dubroc przypadkowo styka się z zakazaną muzyką i za karę zostaje zesłany na Arenę, gdzie musi walczyć na śmierć i życie. Stamtąd Dubroc wyrusza na misję zniszczenia „The eYe”.

## Odbiór
Queen: The eYe spotkała się z mieszanymi opiniami. Niektórzy recenzenci zarzucali grze słabą jakość grafiki, choć redaktor „Resetu” pochwalił wygląd scenerii, a recenzent „PC PowerPlay” określił grafikę jako „absolutnie oszałamiającą”. Z krytyką spotkały się sceny walki, uznane za chaotyczne i zbyt trudne ze względu na niewygodne sterowanie i pracę kamery; „Reset” określił walki w grze jako „bezładną młóckę”, a recenzent „PC Zone” stwierdził, że wyglądają jak „walka między kilkoma marionetkami”. Część recenzentów stwierdziła, że gra może zainteresować głównie miłośników zespołu Queen ze względu na oprawę muzyczną. Po latach Richard Cobbett, redaktor „PC Gamer”, opisał Queen: The eYe w cyklu „Saturday Crapshoot” poświęconym mało znanym grom. Ocenił grę negatywnie, jako nudną i pełną nieciekawych zagadek, stwierdzając przy tym: „jedynym prawdziwym powodem, dla którego ludzie w ogóle grali w tę grę, było posłuchanie muzyki”.

## Ścieżka dźwiękowa[8]

### Dysk 1 – „The Arena Domain”
1. „Data track” (zawierający „Arboria”) – 22:22
2. „Made in Heaven” (w pętli) – 1:08
3. „I Want It All” (instrumental, remix) – 4:43
4. „Dragon Attack” (instrumental, remix) – 4:23
5. „Fight From The Inside” (instrumental) – 3:03
6. „Hang On In There” (intro) – 0:57
7. „In The Lap of the Gods...Revisited” (edit, vokale) – 0:32
8. „Modern Times Rock’n’Roll” (instrumental) – 1:44
9. „More Of That Jazz” (instrumental) – 4:30
10. „We Will Rock You” (mix) – 0:58
11. „Liar” (intro) – 1:26
12. „The Night Comes Down” (intro) – 0:48
13. „Party” (instrumental) – 2:26
14. „Chinese Torture” (zwykła wersja) – 1:44
15. „I Want It All” (instrumental, remix) – 4:53

### Dysk 2 – „The Works Domain”
1. „Data track” – 25:45
2. „Mustapha” (intro, wokale) – 0:26
3. „Mother Love” (instrumental) – 4:16
4. „You Take My Breath Away” (instrumental) – 3:15
5. „One Vision” (intro) – 0:32
6. „Sweet Lady” (edit, wokale) – 1:03
7. „Was It All Worth It” (instrumental, edit) – 1:57
8. „Get Down, Make Love” (instrumental, remix) – 3:49
9. „Heaven For Everyone” (instrumental) – 5:36
10. „Hammer To Fall” (instrumental) – 4:22
11. „Tie Your Mother Down” (intro) – 0:39
12. „One Vision” (instrumental, remix) – 2:27
13. „It's Late” (edit, wokale) – 1:08
14. „Procession” (zwykła wersja) – 1:14
15. „Made in Heaven” (instrumental, remix) – 5:24

### Dysk 3 – „The Theatre Domain”
1. „Data track” – 21:53
2. „It's A Beautiful Day” (remix) – 1:38
3. „Don't Lose Your Head” (instrumental) – 1:59
4. „Princes Of The Universe” (instrumental, remix) – 1:08
5. „A Kind Of Magic” (instrumental) – 4:25
6. „Gimme The Prize” (remix, wokale) – 4:03
7. „Bring Back That Leroy Brown” (edit, wokale) – 0:27
8. „Ha Ha Ha, It's Magic!” (próbka głosu) – 0:06
9. „You Don't Fool Me” (instrumental) – 5:58
10. „Let Me Entertain You” (instrumental, intro) – 0:49
11. „Khashoggi's Ship” (instrumental) – 1:37
12. „Forever” (zwykła wersja) – 3:21
13. „Don't Try So Hard” (edit, wokale) – 1:35
14. „Was It All Worth It” (intro) – 0:37

### Dysk 4 – „The Innuendo Domain”
1. „Data track” – 25:40
2. „Brighton Rock” (intro) – 0:13
3. „I'm Going Slightly Mad” (instrumental) – 2:40
4. „Bijou” (instrumental, edit) – 1:27
5. „Khashoggi's Ship” (instrumental) – 1:37
6. „The Show Must Go On” (instrumental, remix) – 4:26
7. „The Hitman” (instrumental, edit) – 1:07
8. „Too Much Love Will Kill You” (edit, wokale) – 1:50
9. „I Can't Live With You” (instrumental, remix) – 4:40
10. „Love Of My Life” (intro z harfą) – 0:04

### Dysk 5 – „The Final Domain”
1. „Data track” – 21:48
2. „Death On Two Legs” (intro) – 0:40
3. „Death On Two Legs” (instrumental) – 3:07
4. „Ride The Wild Wind” (instrumental, remix) – 4:45
5. „Headlong” (instrumental) – 4:53
6. „Breakthru” (instrumental) – 2:07
7. „Hammer To Fall” (instrumental) – 4:32
8. „Gimme The Prize” (instrumental, remix) – 4:12
9. „The Hitman” (instrumental, remix) – 2:40
10. „Don't Lose Your Head” (usual version) – 4:40
11. „Gimme The Prize” (wokale, remix) – 4:11